# 164 هـ
164 هـ هي سنة في التقويم الهجري امتدت مقابلةً في التقويم الميلادي بين سنتي 780 و781.

## مواليد
- أحمد بن حنبل
- أحمد بن أبي الحواري
- ابن ربن الطبري
- عبد المجيد بن أبي رواد

## وفيات
- سلام بن أبي مطيع
- عبد العزيز بن أبي سلمة الماجشون
- مبارك بن فضالة
- أبو معاوية النحوي